# Dizzy Wright
Dizzy Wright, de son vrai nom La'Reonte Wright, né le 26 novembre 1990 à Flint dans l'État du Michigan, est un rappeur américain originaire de Las Vegas. Il est le neveu du rappeur Layzie Bone, du groupe Bone Thugs-N-Harmony.
En décembre 2011, il signe au label Funk Volume du rappeur Hopsin. Il publie ensuite son premier album SmokeOut Conversations en avril 2012. Celui-ci est suivi de The First Agreement en décembre de la même année, puis d'une mixtape, The Golden Age, en août 2013. Après une tournée aux côtés de Hopsin au début de 2014, Dizzy Wright publie State of Mind, un EP qui atteindra la 54e place du Billboard 200. Le 22 mai 2015, il publie son deuxième album studio, The Growing Process, qui atteint la 47e place du Billboard 200.

## Biographie

### Jeunesse
Dizzy Wright est né à Flint, dans l'État du Michigan, et a grandi avec ses groupes et musiciens préférés Bone Thugs-n-Harmony, duquel ses oncles Layzie Bone et Flesh-N-Bone sont membres, et Nas,. À 4 ans, il emménage avec sa mère et ses frères et sœurs à la Las Vegas, dans le Nevada. Il se lance dans le rap à 8 ans au sein du groupe DaFuture aux côtés de son frère et d'un ami proche. À cette période, sa mère lui écrit ses paroles et sert de promoteur dont des événements auxquels il se présente comme les BET Awards et lors d'interviews avec Tyreese, St. Lunatics et Boyz II Men. Il explique avoir choisi de faire ça afin de rester éloigné autant que possible des labels major et de rester lié aux labels indépendantes. En classe de cinquième, Wright vit dans un refuge pour sans-abris avec sa famille pendant cinq mois. Pendant le reste de ses études au lycée, Dizzy réside dans l'État de Géorgie et en Californie avant de revenir à Las Vegas. En 2010, Wright participe et remporte la compétition Sheikh Music Rip the Mic, ce qui impressionnera le label Funk Volume. En 2010, il participe aussi au Wild Out Wednesday, sous le nom de Dizzy D Flashy, dans l'émission 106 and Park.

### Funk Volume etSmokeOut Conversations(2011-2012)
Dizzy Wright publie sa dernière mixtape avant de signer chez Funk Volume, Soul Searchin' Next Level au label Bluestar Records. Au début de 2012, Dizzy Wright signe au label indépendant Funk Volume du rappeur Hopsin. Son premier album, SmokeOut Conversations, est publié le 20 avril 2012. L'album fait participer SwizZz et contient le single Can't Trust Em,. L'album atteint la 42e place des Billboard Top RnB/Hip-Hop Albums, et la 8e place des Heatseekers Albums. Deux mois plus tard, il publie la mixtape Free SmokeOut Conversations, téléchargée plus de 170 000 fois. La mixtape fait participer Hopsin, SwizZz et contient leur single Independent Living. La mixtape devait originellement être publiée avant l'album, mais Dizzy en a décidé autrement. Le succès de l'album lui permet d'organiser une tournée de 30 jours.
Il organise ensuite la tournée Funk Volume Tour 2012 avec Hopsin, SwizZz et Jarren Benton. Le 3 décembre 2012, Dizzy publie son premier extended play (EP), The First Agreement. Le titre de l'EP s'inspire de l'ouvrage The Four Agreements de Don Miguel Ruiz. Le premier single issu de l'EP s'intitule Fly High et l'EP fait participer Jarren Benton, Irv Da Phenom et Man-Like-Devin. L'EP débute 41e aux Billboard RnB/Hip Hop albums, et 25e aux Top Rap Albums. Dizzy prévoit d'autres chapitres.

### The Golden AgeetState of Mind(depuis 2013)
Le 11 mars 2013, Dizzy publie la première chanson de sa prochaine mixtape, intitulée Maintain en featuring avec son ami et rappeur Joey Bada$$. Le 26 mars 2013, Wright est annoncé au 2013 freshman class du magazine XXL d'après les votes des abonnés. Trois jours plus tard, il publie le clip de la chanson Still Movin' qui fait participer brièvement ses partenaires du label Funk Volume, et suit d'un autre clip de la chanson Killem Wit Kindness,. Ces chansons sont les deuxième et troisième singles de la mixtape, annoncée peu après sous le titre de The Golden Age,. La mixtape fait notamment participer Wyclef Jean, Hopsin, Joey Bada$$, Jarren Benton, SwizZz, Logic, Kid Ink et Honey Cocaine. À la production participent DJ Hoppa, Rikio, Kato, 6ix, et Cardo,. La mixtape est publiée en téléchargement gratuit, et en téléchargement payant sur iTunes le 19 août 2013,. À cause de sa date de sortie, la mixtape ne débute que 39e aux Billboard Top RnB/Hip-Hop Albums.
Wright annonce un autre EP, The Second Agreement, suivi d'un deuxième album studio après la publication de sa dernière  mixtape. Le 18 décembre 2013, il est nommé dans la catégorie « star montante de l'année » par HipHopDX. Au début de 2014, Wright se lance avec Hopsin à la tournée mondiale Knock Madness. Il participe également à l'album Knock Madness, sur la chanson Who's There? aux côtés de Jarren Benton. Le 16 février 2014, Dizzy Wright annonce la prochaine publication de State of Mind, un nouvel EP, pour mars 2014. En juillet 2014, Dizzy Wright révèle que son deuxième album studio sera publié pour le début de 2015, avec comme participants Bone Thugs-n-Harmony. En 2015, il publie son deuxième album studio, The Growing Process.

## Discographie

### Albums studio
- 2012 : SmokeOut Conversations
- 2015 : The Growing Process

### EPs
- 2012 : The First Agreement
- 2014 : State of Mind
- 2014 : BrILLiant Youth EP (avec Bishop Nehru)
- 2015 : Lost In Reality (avec Mark Battles)
- 2016 : Wisdom and Good Vibes
- 2016 : The 702 EP

### Mixtapes
- 2010 : Tha Takeover
- 2010 : What Hip-Hop Needs
- 2011 : Legendary
- 2011 : Soul Searchin'
- 2011 : Soul Searchin' (The Next Level)
- 2012 : Free SmokeOut Conversations
- 2013 : The Golden Age
- 2016 : Blaze With Us (avec Demrick)